# Niobichthys ferrarisi
Niobichthys ferrarisi — єдиний вид роду Niobichthys з триби Hypoptopomatini підродини Hypoptopomatinae родини Лорікарієві ряду сомоподібні. Наукова назва роду походить від героїні грецького міфу Ніоби, доньки Тантала.

## Опис
Загальна довжина досягає 7 см. Має схожість у сомами родів Otocinclus та Rineloricaria (дещо середнє між ними). Голова витягнута, дещо сплощена зверху. Очі доволі великі. Тулуб витягнутий, вкритий дрібними кістковими пластинками. Спинний плавець тонкий, піднятий догори, з нахилом. Жировий плавець відсутній. Грудні плавці помірно широкі, витягнуті. Черевні плавці невеличкі. Анальний плавець витягнутий, на кінці округлий, з короткою основою. Хвостовий плавець широкий, розділений.
Забарвлення верхньої частини голови, боків та спини темно-коричневе або чорне, нижня частині й черево кремово-біле або жовтувате. На хвостовому плавці у передній частині проходить біла поперечна смуга.

## Спосіб життя
Біологія вивчена недостатньо. Є демерсальною рибою. Воліє до прісних і чистих водойм. Вдень ховається серед водоростей або каменів. Активна у присмерку. Живиться детритом, водоростями.

## Розповсюдження
Є ендеміком Венесуели. Мешкає у басейнах річок Ріо-Негро й Барія.